# Sphindidae
Sphindidae  es una familia de coleópteros polífagos.

## Subfamilias
- Odontosphindinae
- Protosphindinae
- Sphindinae
- Sphindiphorinae